# Ingeniería civil y reparación de infraestructura en Nueva Orleans después del Huracán Katrina
Este artículo cubre el sistema de diques y las reparaciones de infraestructura en Nueva Orleans, Luisiana después del huracán Katrina.     
Aunque el huracán Katrina no causó un impacto directo en la ciudad de Nueva Orleans el 29 de agosto de 2005, la marea de tormenta asociada precipitó fallas catastróficas de los diques y las paredes de las inundaciones. La salida del Golfo del río Misisipi ("MR-GO") rompió sus diques en aproximadamente 15 lugares. Las principales brechas en los diques en la ciudad incluyen el dique del Canal de la Calle 17, el Canal de la Avenida de Londres y el canal industrial navegable que dejó aproximadamente el 80% de la ciudad inundada.  
Mientras que la propiedad, la definición de requisitos, la operación y el mantenimiento del sistema pertenecían a la Junta de Alcance de Orleans, la responsabilidad federal del diseño y la construcción de la protección contra inundaciones de Nueva Orleans pertenece por mandato federal al Cuerpo de Ingenieros del Ejército de EE. UU.     
Las inundaciones de las brechas ponen a la mayoría de la ciudad bajo el agua durante días, en muchos lugares durante semanas. El Cuerpo realizó reparaciones de emergencia a las brechas, ya que las bombas funcionaron para drenar la ciudad. El huracán Rita barrió la ciudad casi un mes después, causando el reflujo de algunas áreas, más significativamente del agua que fluye a través de brechas de diques reparadas de manera incompleta.    

## Historia

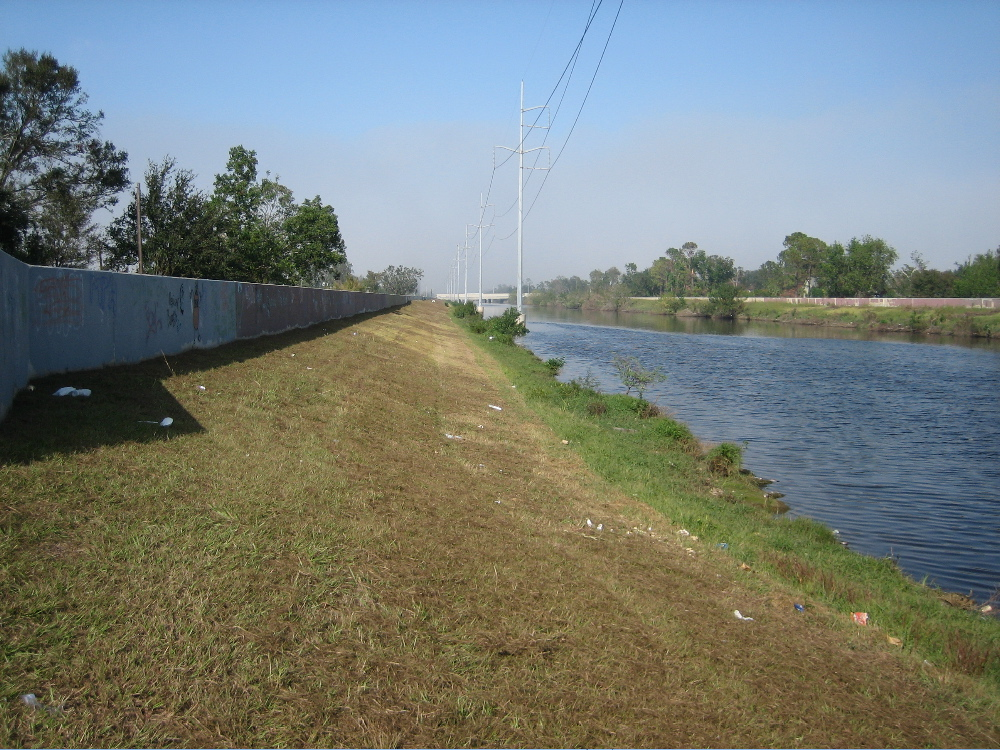
Una porción del canal de la calle 17, mirando hacia el lago desde detrás de la estación de bombeo Metairie Road. Tenga en cuenta los diques cubiertos con paredes de hormigón de inundación.

Las inundaciones debido a la lluvia y las tormentas han sido un problema desde el asentamiento temprano de Nueva Orleans debido a la ubicación de la ciudad en un pantano del delta, gran parte del cual se encuentra bajo el nivel del mar. La ciudad está rodeada por el río Misisipi al sur, el lago Pontchartrain al norte y el lago Borgne al este. La construcción de los diques a lo largo del río comenzó poco después de que se fundara la ciudad, y se construyeron diques de río más extensos a medida que la ciudad crecía. Los diques fueron diseñados originalmente para evitar el daño causado por las inundaciones estacionales. Hoy en día, las paredes de las torres en la parte superior de la 17th Street y London Avenue Canals se utilizan para el drenaje, para bombear agua desde las calles de la ciudad hasta el lago Pontchartrain. Estos muros de contención tienen un pie (300 mm) de ancho en la parte superior y se ensanchan a dos pies (600 mm) en la base. La parte visible es una tapa de concreto en una pila de chapa de acero que se ancla a la pared. Las tablestacas son columnas de acero entrelazadas, en este caso de al menos 30 pies (10 m) de largo, con 6 a 10 pies (2 a 3 m) visibles sobre el suelo; Los exámenes posteriores mostraron que algunos pilotes no eran tan profundos como se especificaba. El ancho y navegable Canal Industrial se usa para el envío.  
Las fuertes inundaciones causadas por el huracán Betsy en 1965 pusieron en primer plano las preocupaciones sobre las inundaciones causadas por los huracanes. El Congreso eliminó la responsabilidad del estado y ordenó que el Cuerpo de Ingenieros del Ejército de EE. UU. Tenga la autoridad exclusiva sobre el diseño y la construcción de la protección contra inundaciones del área de Nueva Orleans, aunque se estipuló la cooperación local. Esto se detalla en la Ley de Control de Inundaciones de 1965. Cuarenta años después, cuando golpeó Katrina, la protección contra inundaciones se completó entre 60-90% con una fecha estimada de finalización de 2015, a pesar de la expectativa inicial de finalización dentro de trece años. A partir de mayo de 2005, el trabajo en Orleans Parish se certificó como 90% completado, con "algo de trabajo restante" a lo largo de London Avenue Canals, y 70% completado en Jefferson Parish.    
Hubo muchas predicciones de riesgo de huracán en Nueva Orleans antes del huracán Katrina en agosto de 2005. En 2001, el Houston Chronicle publicó una historia que predijo que un huracán severo en Nueva Orleans, "atraparía a 250,000 personas o más, y probablemente mataría a uno de 10 que se quedaron cuando la ciudad se inundó a 20 pies (6,1 m) de profundidad. Miles de refugiados podrían aterrizar en Houston. Muchas preocupaciones también se centraron en el hecho de que el sistema de diques de la ciudad solo estaba diseñado para huracanes de una intensidad no mayor que la categoría 3. Al final resultó que Katrina era de Categoría 3 cuando tocó tierra y la mayoría de Nueva Orleans experimentó vientos de fuerza de Categoría 1 o 2 . Sin embargo, debido a la naturaleza lenta de la tormenta en su paso sobre Nueva Orleans, varias paredes de inundación que flanquean los canales de navegación y drenaje colapsaron y el agua de inundación resultante del lago Ponchartrain inundó la ciudad dentro de los dos días siguientes a la tormenta, causando daño costoso a los edificios y resultando en muchas muertes.  
Además, las defensas naturales de la región, las marismas circundantes y las islas de barrera, han ido disminuyendo en los últimos años debido a la interferencia humana.   

## Reparaciones de diques

### Preparaciones pre-tormenta

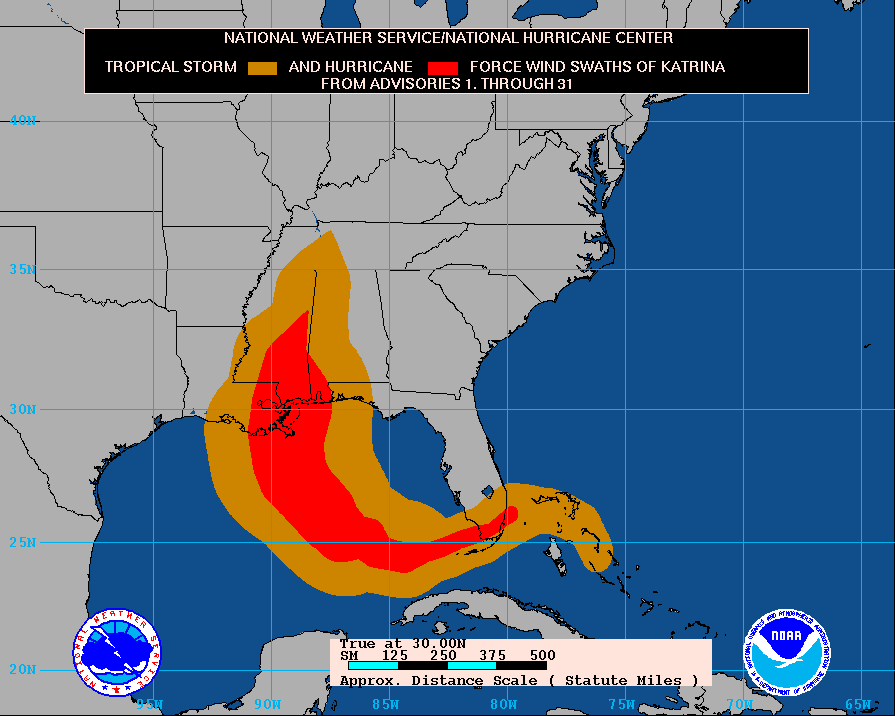
Fuerza de los vientos de Katrina (NOAA)

El sábado 27 de agosto, mientras Katrina era una fuerza de recolección de tormentas de Categoría 3 en el Golfo de México, la División del Valle del Misisipi del Cuerpo de Ingenieros del Ejército estaba preparando y colocando elementos desde tan lejos como la distancia hasta Hawái. Anticipando la posibilidad de una tormenta de categoría 5 que colocara agua en Nueva Orleans, comenzaron los preparativos para las operaciones de drenaje.  
El 29 de agosto de 2005, cuando Katrina hizo su segunda y tercera recalada en la costa de Luisiana-Misisipi, el Comandante del Distrito del Cuerpo de Ingenieros, el Coronel Richard Wagenaar y un equipo trabajaron desde un refugio de operaciones de emergencia en Nueva Orleans. Otros equipos esperaron en el camino de la tormenta a través de la costa del Golfo.  
El Cuerpo de Ingenieros trabajó con la Guardia Costera de los EE. UU., La Guardia Nacional del Ejército y otras autoridades estatales y federales para traer todos los activos disponibles para agilizar el proceso. "Estamos intentando contratar por materiales como roca, súper bolsas de arena, grúas, etc., y también para modos de transporte como barcazas y helicópteros, para cerrar la brecha y detener el flujo de agua del lago Pontchartrain hacia la ciudad. ", dijo Walter Baumy, jefe de la división de ingeniería y gerente de proyectos.  

### Inundación

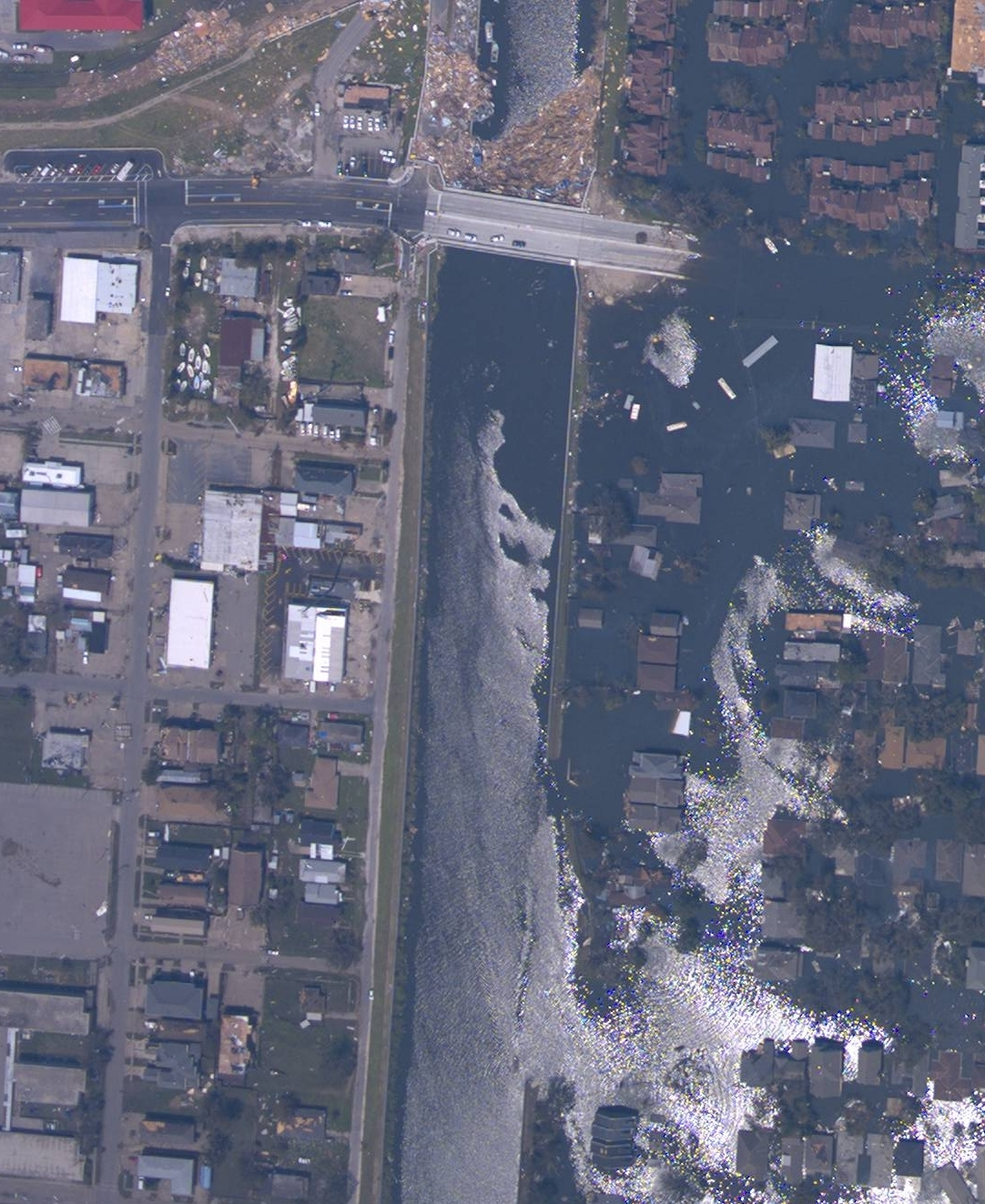
Ruptura del muro de inundación del Canal en calle 17 Nueva Orleans, Luisiana, 31 de agosto de 2005. (NOAA)

El Cuerpo de Ingenieros inicialmente creyeron que el agua en el Canal de la Calle 17 había desbordado la barrera contra inundación, escurrido detrás del muro, causando su colapso. Sin embargo, tres capitanes de bomberos locales confirmaron con imágenes de video que el muro de contención había fallado antes de que el agua llegara a la cima. El muro de contención se abrió en el lado inferior (extremo oeste de Nueva Orleans) hacia el interior desde el puente Old Hammond Highway Bridge.  
Hubo tres rupturas importantes en el Canal Industrial; una en el lado superior cerca del cruce con MR-GO, y dos en el lado inferior a lo largo del Lower Ninth Ward, entre Florida Avenue y Claiborne Avenue. El London Avenue Canal se abrió en dos lugares, en el lado superior justo detrás de Robert E. Lee Boulevard, y en el lado inferior a una cuadra del Mirabeau Avenue Bridge.  
En la noche del 29 de agosto de 2005, se reportaron aproximadamente 28 fallas en los diques en toda la ciudad. Aproximadamente del 66% al 75% de la ciudad estaba ahora bajo el agua. El viento y otros daños de la tormenta ya habían detenido la ciudad. Muchas líneas eléctricas habían caído y los restos de árboles y edificios bloquearon las calles.   
A medida que los trabajadores del Cuerpo de Ingenieros comenzaron a colaborar con la Agencia Federal para el Manejo de Emergencias (FEMA) empezaron con tareas de limpieza e ingeniería civil, varios barcos inspeccionaron las áreas inundadas y bloquearon las vías fluviales de la ciudad. El Cuerpo de Ingenieros utilizó barcazas grúa para eliminar las barcazas que se habían lavado encima de puentes y otras estructuras.
Se hicieron planes para comenzar el trabajo en los diques, incluida la colocación de bolsas de arena de 3,000 libras en el 17 Street Canal. Los helicópteros de la Guardia Nacional del Ejército comenzaron a prestar asistencia en esta operación el 31 de agosto. Mientras tanto, el lago Pontchartrain comenzó a drenar lentamente y se esperaba que volviera a los niveles normales en aproximadamente 36 horas.  

### Recuperación

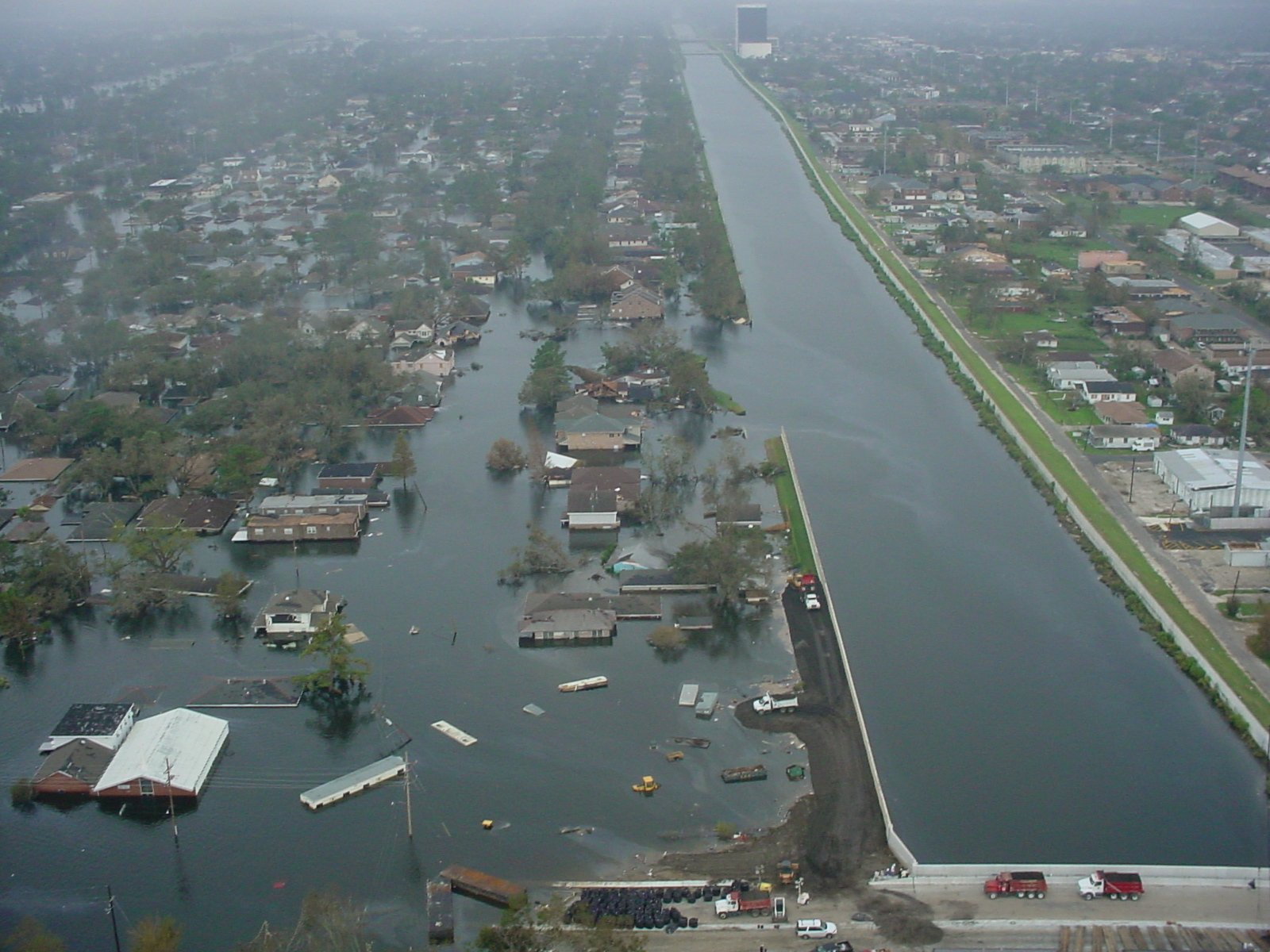
Camino de la construcción hacia la ruptura del Canal de la Calle 17. (USACE)

Se descubrió que la ruptura en 17th Street Canal Levee, una combinación de dique y muro de contención, tenía unos 300 pies (100 m) de largo. El Cuerpo comenzó a operar con la hipótesis inicial de que la fuerza del agua sobrepasaba el muro de contención y recorría la estructura desde atrás y luego movía la pared del dique horizontalmente unos 20 pies (6,1 m). Esta hipótesis fue refutada más tarde por testigos oculares.   
El Cuerpo de Ingenieros liberó dos contratos para cerrar la ruptura en el canal de la calle 17. La operación de sacos de arena de 3.000 libras en el canal de la calle 17 se pospuso a primera hora del día cuando los helicópteros Chinook del ejército de los EE. UU. Fueron desviados para misiones de rescate. El Cuerpo de Ingenieros siguió coordinando con los oficiales del Ejército para que los helicópteros ayudaran en la colocación de sacos de arena en las rupturas. Los sacos de arena de 3,000 libras tenían aproximadamente 3 pies (0.91 m) cuadrados (1 m).  
Los oficiales del Cuerpo de Ingenieros trabajaron con el Municipio de Orleans, los funcionarios del Departamento de Transporte de Luisiana y Boh Bros. Construction Co., L.L.C., con sede en Nueva Orleans, para colocar pilotes en la orilla del lago y detener el flujo en el Canal de la Calle 17. Esto estabilizaría el flujo de agua y permitiría trabajar en el dique, a la vez que ayudaría a estabilizar el resto del sistema de diques.  
Junto con los funcionarios locales y estatales, el Cuerpo de Ingenieros también contrató para construir caminos de acceso a los sitios de violación y llenar las brechas. Se transportó roca / piedra / concreto triturado en un camión para la construcción de carreteras y la reparación de las brechas. Un plan requería la construcción de una carretera de acceso desde Hammond Highway hasta la brecha de la calle 17, y luego hacia el sur hasta el final de la ruptura.    
Para ayudar a drenar la ciudad, el Cuerpo de Ingenieros entregó dos bombas de 5,000 pies cúbicos por segundo (140 m³ / s) al Super domo de Luisiana.   

### Construcción

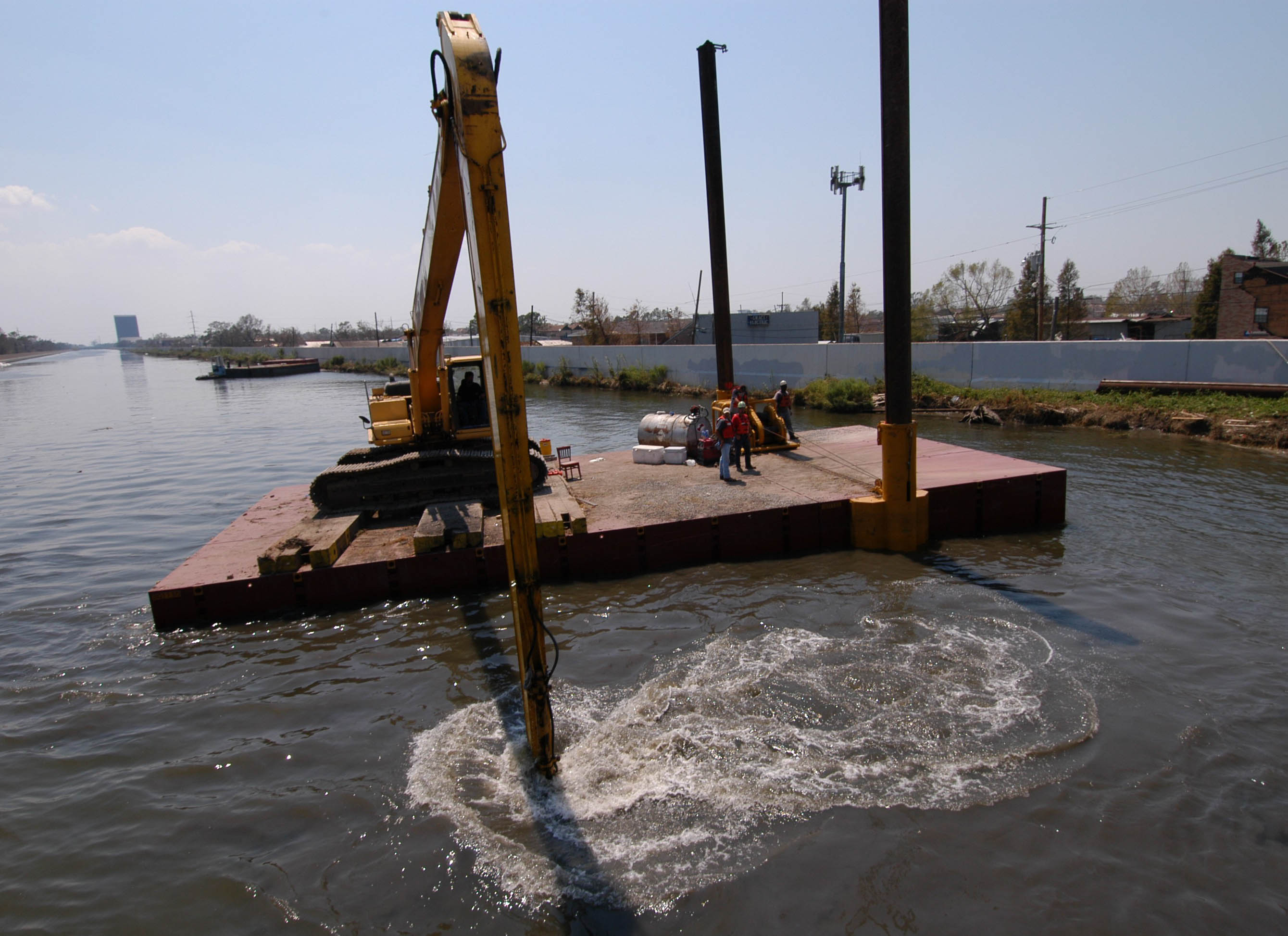
La barcaza Flexifloat entrega bolsas de arena de 15,000 libras para tapar una brecha en el Canal de la Calle 17. (USACE)

Con el lago Pontchartrain casi volviendo a los niveles normales, poca agua fluía fuera de la ciudad. Esto permitió un cambio de planes, y se usaron equipos marinos para conducir tablestacas en la boca del canal de la calle 17 para sellar todo el canal del lago.  
Poco después de la 1:00 p. m., se condujo la primera pieza de tablestacado, para formar una pared de acero a través de la entrada del lago al canal de la calle 17. Un contratista comenzó a traer rocas para construir un camino hacia la brecha, que estaba al sur y al este del puente de Hammond Highway sobre el canal, con tierra seca en el lado oeste del puente.  
La roca estaba siendo transportada fuera del sitio para completar el camino de acceso y el cierre en la brecha de la calle 17. Una vez que la roca requerida para construir los caminos llegó a Nueva Orleans y se completó el camino de acceso a la brecha, el Cuero de Ingenieros calculó que el cierre de la brecha podría completarse en tres o cuatro días. Varias firmas privadas ofrecieron servicios voluntarios y han brindaron asistencia en el diseño del cierre.
Se planeó un trabajo similar para sellar una brecha en la Avenida Londres de 300 pies (91 m), aunque en ese caso los materiales provendrían de la demolición de Lakeshore Drive. Se ordenaron cinco bombas de 42 pulgadas (1100 mm) para ayudar a drenar la ciudad.
El dique del canal de la calle 17, fue estimado que tenía una brecha de 450 pies (150 m) de largo. Todavía se creía que el agua sobrepasaba el muro de contención, recorría la estructura y luego movía la estructura a 20 pies (6 m) horizontalmente.   
El trabajo continuó en las vías fluviales cercanas, incluidas varias esclusas que estaban cerradas. El uso de algunos de los bloqueos requirió levantar puentes. La esclusa Industrial del Canal necesitaba reparación, y su maestro de seguridad levantó el puente de St. Claude Avenue, pero lo bajó debido a la hostilidad de los civiles que querían cruzar por ambos lados.

### El flujo de agua se detuvo

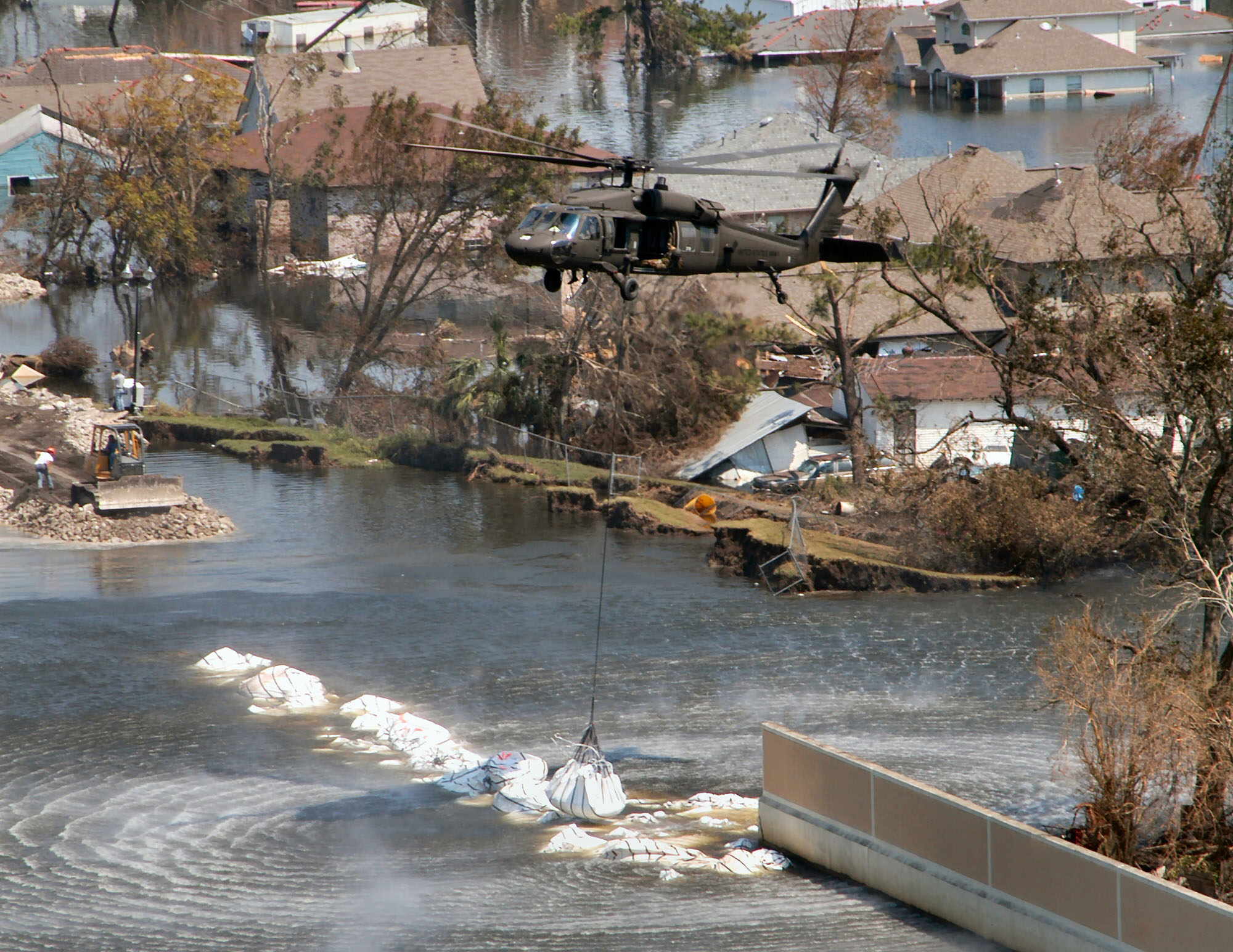
La Guardia Nacional del Ejército de Texas Blackhawk deposita una bolsa de 6,000 libras de arena y grava el 4 de septiembre. (USACE)

Para el 1 de septiembre de 2005, la boca del Canal de la Calle 17 había sido sellada con la tablestaca que evitaba que el agua del lago llegara a la brecha del dique. Dado que no puede pasar más agua a través de la brecha, ya no era necesario sellar la brecha en sí. El siguiente paso fue hacer funcionar las bombas existentes y llevar bombas adicionales para drenar la ciudad circundante y el canal. Más tarde, el canal fue drenado para poder hacer reparaciones permanentes al dique. Para permitir el drenaje, las retroexcavadoras montadas en buggies de marismas y las dragas instaladas en las barcazas cortaron las brechas en algunos otros diques. Los buggies Marsh son vehículos rastreados cuyas anchas vías les permiten operar en terrenos suaves y pantanosos.
Los helicópteros arrojaban grandes sacos de arena hechos de materiales fuertes y sintéticos en la brecha. Equipo pesado en el suelo colocó rocas. El acceso al suelo se creó al construir un camino de roca desde Hammond Highway, que se encuentra a unos 700 pies (200 m) del ala del lago de la brecha. El canal de la calle 17 es un canal de drenaje cuyas dimensiones y su puente importante, integrado al sistema de control de inundaciones, no permitirían la entrada de barcazas y remolcadores para transportar rocas y grúas de colocación.
Una estación de bombeo comenzó a bombear alrededor de 5,000 pies cúbicos por segundo (140 m³ / s) en el Canal Industrial. Una bomba estaba trabajando en Nueva Orleans Este. En este punto, el proceso de eliminación de agua se estimó en 36 y 80 días, según Brig. Gen. Robert Crear.
Para el 3 de septiembre de 2005, se entregó la primera de las cinco nuevas bombas. El Municipio St. Charles prestó cuatro bombas más al Cuerpo de Ingenieros.

### Ruptura cerrada

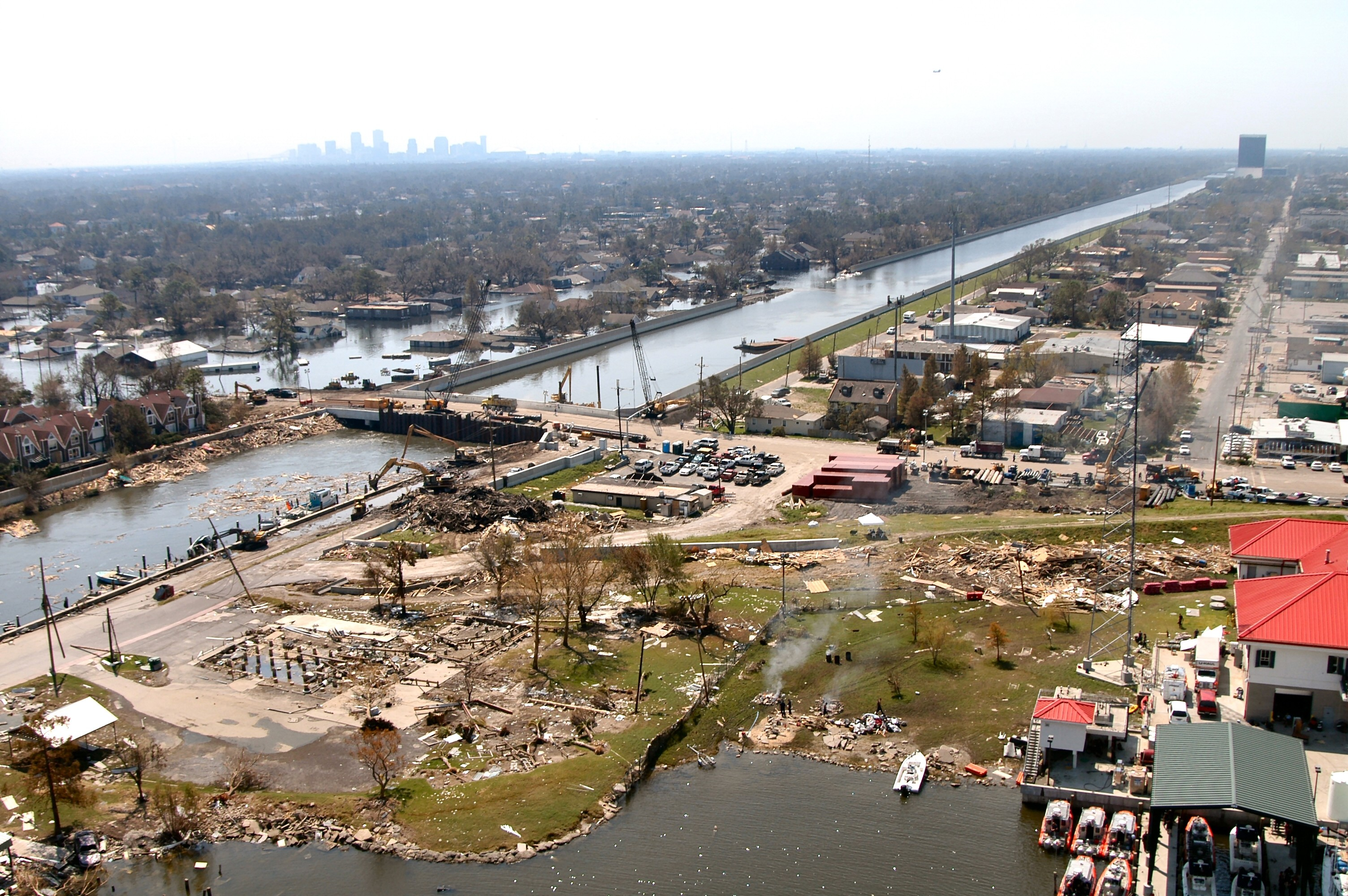
El Canal de la calle 17 se extiende hacia el sur entre Jefferson y Municipios de Orleans en esta foto aérea tomada el domingo 4 de septiembre. (USACE)

El 5 de septiembre de 2005, se cerró la brecha del Canal de la calle 17. Los helicópteros Blackhawk y Chinook habían arrojado más de 200 bolsas de arena, con aproximadamente 125 bolsas de arena rompiendo la superficie del agua. Después de que terminó la emergencia, los planes exigían que se drenara el canal y que se reparara la pared.
Hubo tres bombas móviles de 42" escalonadas y dos bombas de 42" y dos de 30 " en el cierre de tablestacas. Las juntas de alcantarillado y agua, la utilidad eléctrica y el 249  Batallón de Ingenieros (Poder Principal) completaron la inspección de la cámara de bombas. comenzó la operación, se realizó una abertura de 40 pies de ancho (12 m) en la tablestaca para permitir que el agua saliera del canal.   

### Bombeando y siguiendo adelante

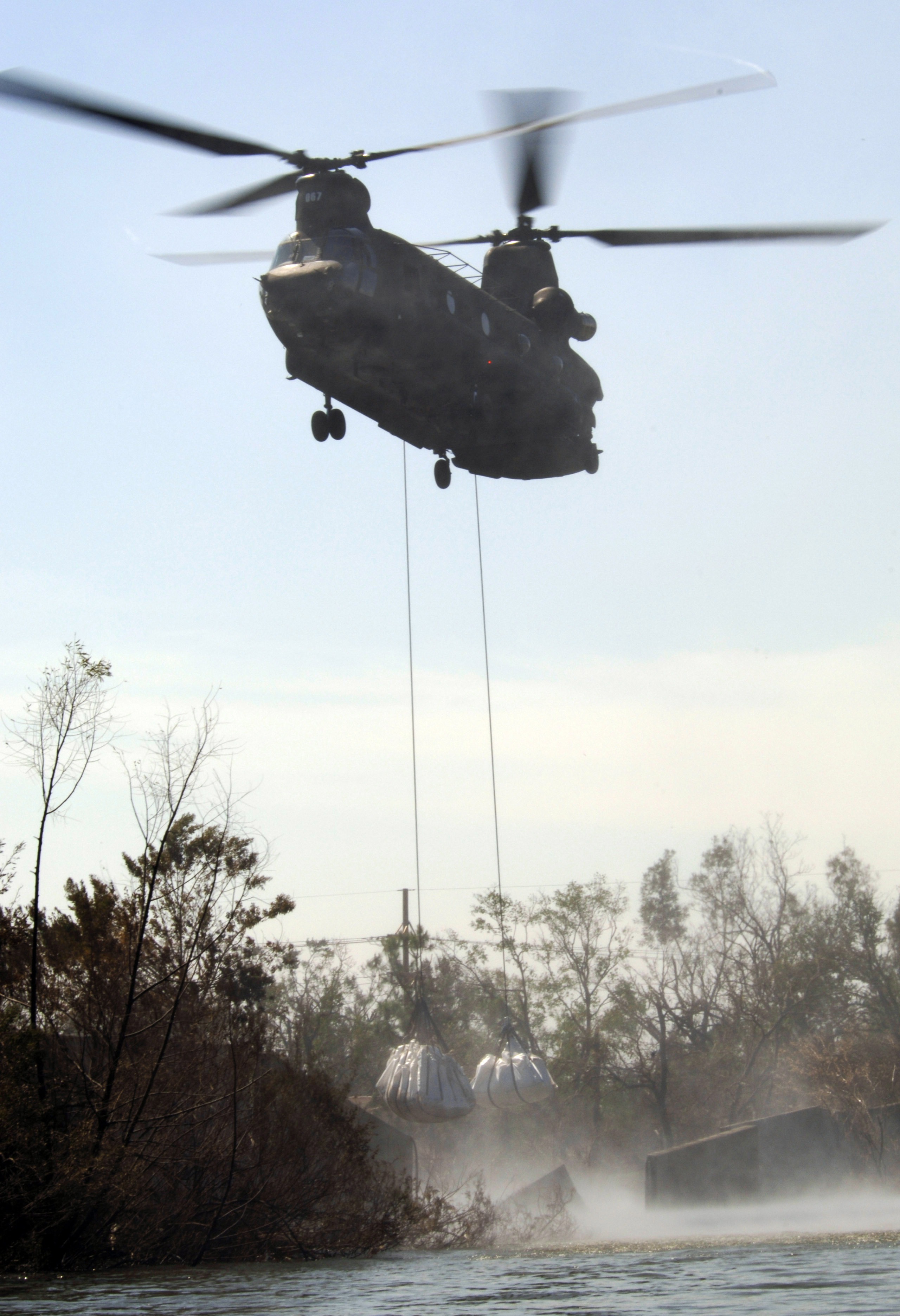
Dejando caer sacos de arena, 7 de septiembre. (Marina)

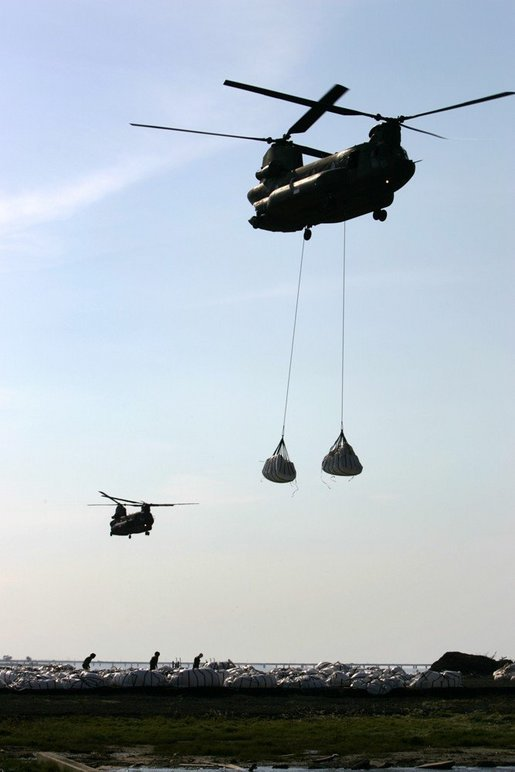
Área de trabajo de bolsas de arena cerca del canal de la calle 17, 8 de septiembre. (Casa Blanca)

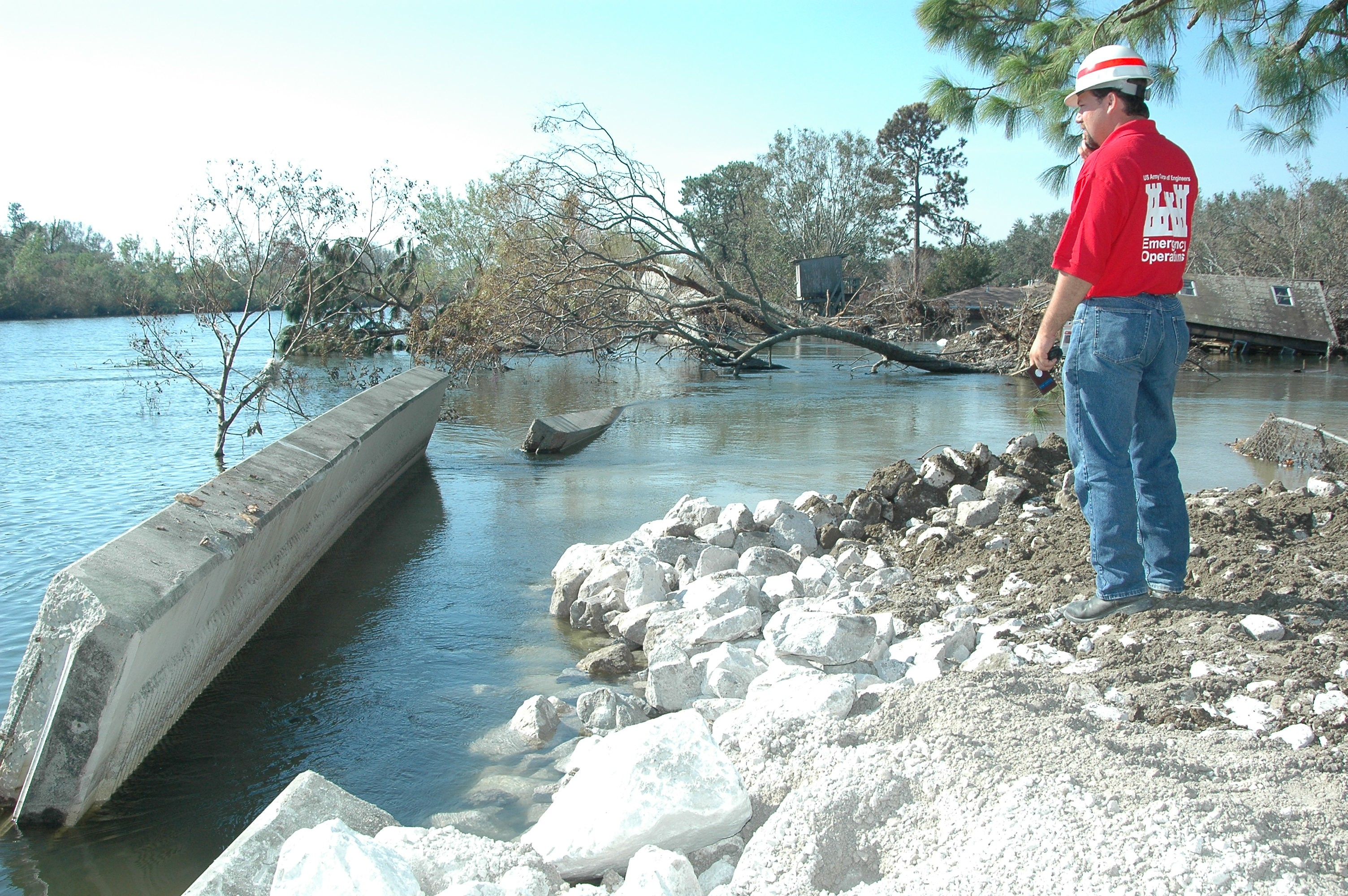
Ruptura de London Avenue (USACE)

Para el 6 de septiembre de 2005, las estaciones de bombeo comenzaron a conectarse en el canal de la calle 17. La estación de bombeo 10 en realidad estaba bombeando en este punto. La estación de bombeo 6 fue interrumpida para limpiar algunos escombros del área. La estación de bombeo 1, ubicada un poco más arriba en el sistema, estaba bombeando a la estación de bombeo 6, para drenar el área superior, las zonas altas. En el lado este, la estación de bombeo 19 había estado funcionando durante un tiempo. Dos de las tres grandes estaciones de bombeo en Nueva Orleans Este estaban funcionando, además de bombas temporales. Al menos una estación de bombeo funcionaba en el Municipio Plaquemines.   
Se decidió utilizar el cierre de tablestacas para detener el flujo de agua en la brecha de la avenida de Londres, similar a lo que se hizo en el canal de la calle 17. Inicialmente se había construido una pared de roca allí. El canal de London Avenue fue drenado para que la brecha pudiera ser reparada.  
Se usaron bombas portátiles para extraer agua de la ciudad. El área de inundación estimada se redujo al 60%. Para la tarde del martes, 3 de las 148 bombas permanentes habían sido restauradas a la operación. Los pasos importantes para devolver más bombas a la operación incluyen la reparación de las brechas en los canales London Avenue e Industrial. Se estimó que la reparación de la brecha en la avenida de Londres requeriría dos semanas. Los pasos para reparar la brecha del canal industrial incluyeron la remoción de dos barcazas dañadas y una que se había hundida.   
En la mañana del 7 de septiembre de 2005, aproximadamente el 60% de la ciudad todavía estaba bajo el agua. Los helicópteros Blackhawk continuaron entregando sacos de arena de 7,000 libras a London Avenue. Las operaciones de llenado de bolsas de arena continuaron las 24 horas del día. El Cuerpo de Ingenieros esperaba cerrar dos brechas en el London Avenue Canal dentro de las 24 horas. Los empleados y contratistas estaban temporalmente usando sacos de arena para cerrar estos agujeros.   
Varias brechas pequeñas causadas por la tormenta se habían encontrado y se estaban cerrando. Se estimó que el drenado de la ciudad demoraría de 24 a 80 días. Voluntarios de lugares tan alejados como Alemania y Holanda ofrecieron ayudar con bombas y generadores.    
Los ingenieros encontraron dos brechas en el lado este del Canal de Navegación de Inner Harbor y una en su lado oeste. Cerraron la mayor de las dos brechas en el lado este y llenaron la menor de las dos brechas con arcilla y piedra. El trabajo comenzaría en el lado oeste tan pronto como fuera posible.                
23 de las 148 bombas permanentes fueron restauradas a la operación. Tres bombas estaban operando en el canal de la calle 17, descargando agua a alrededor de 2.250 pies cúbicos por segundo (64 m³ / s). La estación de bombeo 19 en el Canal Industrial, justo al norte de Florida Avenue, bombeaba 1,300 pies cúbicos por segundo (37 m³ / s). La estación de bombeo 8, ubicada en el Municipio St. Bernard, en las cercanías de St. Mary, funcionaba a plena capacidad a 837 pies cúbicos por segundo (24 m³ / s).   
En este momento, aproximadamente 100 trabajadores del Cuerpo de Ingenieros del Ejército de EE. UU. Estaban en Nueva Orleans. Más de 500 trabajadores contratados participaron en reparaciones.    
Para el 8 de septiembre de 2005, de las 174 bombas ahora en el área de Nueva Orleans, 37 estaban en operación, extrayendo agua a una velocidad de 9,000 pies cúbicos por segundo (250 m³ / s). Nueve bombas en el Municipio Plaquemines extrajeron agua a una velocidad de 1,400 pies cúbicos por segundo (40 m³ / s). Sin embargo, los funcionarios desconfiaban de operar las bombas a plena capacidad debido a la posibilidad de dañar los diques recién reparados y de perder cadáveres.
Para el viernes, 9 de septiembre de 2005, 32 de 148 bombas existentes en Nueva Orleans adecuadas estaban operando, bombeando 11.282 pies cúbicos por segundo (319 m³ / s), y 38 bombas portátiles estaban operando, bombeando 734 pies cúbicos por segundo (21 m³ / s). Además, 9 de 26 bombas existentes en el Municipio Plaquemines reportaron operar a 1,360 pies cúbicos por segundo (39 m³ / s). Se ha estimado, basado en la precipitación media estacional, que el Municipio de Orleans se drenó por la semana del 2 de octubre de 2005. Este y Orleans Chalmette serían drenadas por la semana del 8 de octubre de 2005, y Plaquemines serían drenadas por la semana del 18 de octubre de 2005.
Para el sábado 10 de septiembre de 2005, estaban trabajando 148 bombas orgánicas en el área de New Orleans, con un promedio de 26 bombas permanentes operando, bombeando 9,125 pies cúbicos por segundo (258 m³ / s) y 39 bombas portátiles operando, bombeando 723 pies cúbicos por segundo (20 m³ / s). Además, nueve de las 26 bombas existentes en el Municipio Plaquemines reportaron operar a 1,360 pies cúbicos por segundo (39 m³ / s). El equivalente a una piscina olímpica se estaba drenando cada dos segundos.

### Última brecha crítica cerrada
La cuarta y última brecha crítica en las áreas de Orleans y el Este de Orleans se cerró. Se había construido una carretera, a una velocidad de 500 pies (150 m) por día, desde el área de trabajo del canal de la calle 17  para llegar a la brecha del canal de la Avenida Londres. Desde la brecha del lado oeste de Avenida Londres, la carretera se construyó en la segunda área de infracción en calle Mirabeau.  
Como en el canal de la calle 17, en el canal de Avenida Londres, el flujo desde el lago Pontchartrain hacia el canal había sido cortado. Los contratistas del Cuerpo de Ingenieros condujeron 150 pies (50 m) de pilotes de acero a través del canal para sellarlo.
Los equipos de helicópteros de la Guardia Nacional del Ejército de Texas Chinook y Blackhawk habían colocado un promedio de 600 sacos de arena de 7,000 libras cada día en las brechas. Dependiendo de la capacidad de elevación de los helicópteros, los aparejadores del Cuerpo de Ingenieros promediaron de una a tres conexiones cada dos minutos durante el día. Las operaciones de sandbagging se desarrollaron durante 24 horas durante diez días y, con las brechas cerradas, se suspendieron el 10 de septiembre.   
Varias barcazas grúa también se utilizaron para colocar sacos de arena y grava, y otras barcazas se utilizaron para transportar equipos, bombas, generadores y personas a los sitios.   
Para el domingo 11 de septiembre de 2005, la cantidad de bombas operativas se elevó a 74 de 174, y se esperaba que la estación de bombeo de alta capacidad 6 volviera a funcionar en cuestión de días. Las autoridades redujeron la cantidad máxima de tiempo necesario para evacuar el agua de Nueva Orleans a 40 días o fines de octubre de 2005.  
Para el 12 de septiembre de 2005, el agua había sobrepasado el cierre temporal de la brecha en el canal de Avenida Londres debido a las operaciones en la estación de bombeo 3. Esto provocó que el canal creciera más rápido de lo que las bombas temporales al final del canal podrían drenar. Las operaciones en la estación de bombeo 3 se detuvieron inmediatamente y se retiraron algunas tablestacas para permitir que el nivel del agua del canal se igualara.   

### Septiembre 13

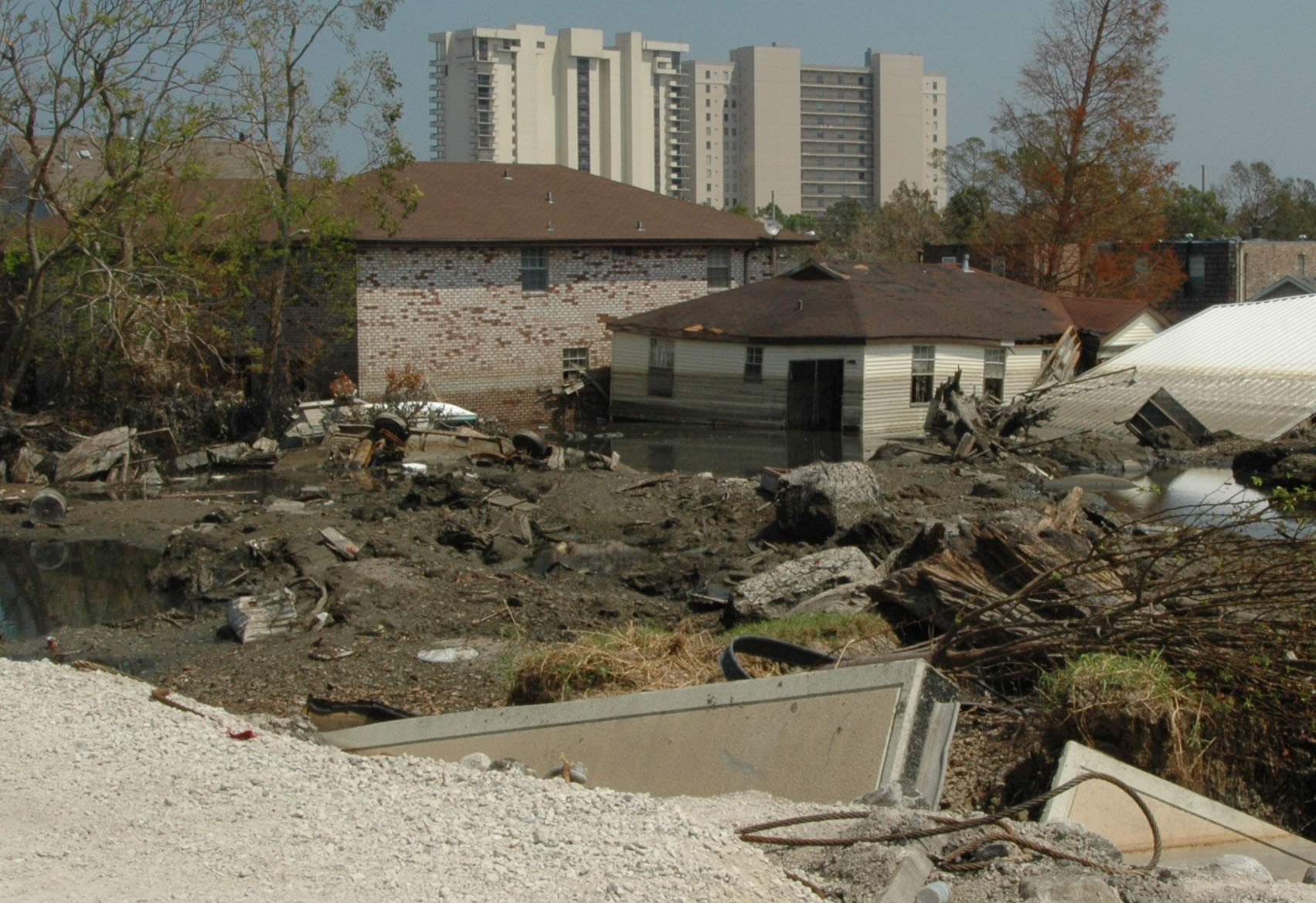
El agua a retrocedido por el canal de calle 17. (USACE)

Durante casi una semana, las inundaciones del Municipio Plaquemines estaban retrocediendo de forma natural a través de tres brechas y una muesca deliberada. La operación de desagüe estaba obteniendo resultados que se acercaban a 14,000 pies cúbicos por segundo (400 m³ / s) bombeando desde los municipios de Orleans, Este de Orleans y St. Bernard. En el área del puente de la calle 17, las marcas de agua en las casas mostraron evidencia de una caída de al menos seis pies en los niveles de agua. En el Municipio de Plaquemines, cinco de diez bombas permanentes estaban empujando más de 4,100 pies cúbicos por segundo (116 m³ / s). 27 de 104 bombas permanentes y 43 bombas temporales estaban funcionando, empujando más de 13,000 pies cúbicos por segundo (368 m³ / s) fuera del área metropolitana de Nueva Orleans.
Las cuadrillas de los Cuerpos de Ingenieros en el Municipio San Bernardo cortaron la carretera 48 para permitir el drenaje a la Estación de Bombeo 8. En las Estaciones de Bombeo 1, 4, 6 y 7, el Cuerpo de Ingenieros instaló barreras flotantes para proteger las instalaciones de los peligros del petróleo. El Cuerpo continuó monitoreando el área. Los equipos también instalaron un techo temporal en la estación de bombeo 7, lo que permitió a la tripulación de la estación comenzar el mantenimiento necesario. Se esperaba que la misión en el Municipio de San Bernardo se completara la semana siguiente. 
En East Orleans, se agregaron cuatro bombas portátiles más en apoyo de la estación de bombeo 15 para aumentar la capacidad total a 1,100 pies cúbicos por segundo (31 m³ / s). Por primera vez, la estación de bombeo de Jahncke alcanzó su capacidad máxima de 1.200 pies cúbicos por segundo (34 m³ / s). La estación de bombeo Citrus y St. Charles funcionaban a media capacidad porque la estación de Citrus tenía que extraer energía de un generador en una de las otras dos estaciones. La capacidad total posible para estas dos estaciones era de 1.750 pies cúbicos por segundo (50 m³ / s).
El Cuerpo de Ingenieros limpió el dique de roca en Lake Shore Drive, retirando la tablestaca y levantando la hoja de alambre para permitir que la Estación de Bombeo 3 continuara bombeando a gran velocidad. El personal del Cuerpo estaba monitoreando ambos sitios de ruptura en el canal de Avenida Londres durante todo el día.  
Se esperaba que los contratistas del cuerpo completaran el camino a la segunda brecha de Avenida Londres el día siguiente.  

### La mitad está hecha
Para el 15 de septiembre de 2005, la inundación de la ciudad se había reducido de 80% a 40%, aunque no se esperaba que las áreas inundadas fueran habitables durante mucho tiempo. En el Municipio de Orleans, la mayor parte del Noveno Distrito de Nueva Orleans y la parte sur del Municipio de Orleans estaban lo suficientemente secas como para que comenzaran las operaciones normales de recuperación. El agua permaneció en la parte norte del municipio y se bombearía usando las estaciones de bombeo 12 y 4, y se reforzaría con una docena de bombas temporales. Los esfuerzos de bombeo en la parte inferior de la Ninth Ward estaban eliminando agua a una tasa de 12 millones de galones estadounidenses (45,000 m³) por día. Algunos trabajos de construcción continuaron en las brechas del canal de la calle 17 y Avenida Londres donde los helicópteros colocaban sacos de arena de 7,000 libras con precisión para reforzar las reparaciones existentes y las tripulaciones estaban blindando los cierres de sacos de arena con roca. Los contratistas mantuvieron grúas en los sitios para regular los niveles de flujo ajustando las paredes de tablestacas en las bocas de los canales en el lago Pontchartrain. La construcción de la carretera de acceso a la segunda brecha del Canal de Londres al norte del puente Mirabeau se completó el 14 de septiembre. El Municipio de San Bernardo estaba casi completamente seco, con la única acumulación de agua significativa restante en la extensión de Chalmette. Sin embargo, la recuperación en el Municipio de San Bernardo fue limitada por el derrame de productos petrolíferos de las instalaciones petroleras locales. En el Municipio Plaquemines, las reparaciones a las brechas en los diques continuaron y estaban casi listas para el bombeo a gran escala de las áreas afectadas. La mayoría de las estaciones de bombeo fijas en el Municipio de Plaquemines habían sobrevivido a la tormenta.   
El foco de los esfuerzos de reparación de la bomba pasó de la estación de bombeo 1, que ahora estaba operando, a la estación de bombeo 4 en el Municipio de Orleans. El 15 de septiembre, se bombearon 7,500 millones de galones estadounidenses (28,000,000 m³) de agua fuera de la ciudad. La estimación del día anterior de 11.8 billones de galones (45,000,000 m³) no fue alcanzada porque una de las principales estaciones de bombeo se estaba quedando sin agua para bombear y la mayoría de las bombas en el Municipio de St. Bernardo estaban fuera debido a la finalización exitosa de la misión. Se estimó que el esfuerzo general se completaría a principios de octubre.
A partir de una encuesta en el terreno, el Cuerpo de Ingenieros identificó nueve brechas que debían repararse para proporcionar un nivel mínimo de protección a los municipios afectados. De estos, siete habían sido reparados hasta la fecha, uno estaba siendo utilizado para permitir que el drenaje abandonara el Municipio de San Bernardo y uno estaba siendo tratado en el Municipio de Plaquemines. Además, los diques habían sido cortados deliberadamente en dos sitios en el Municipio de San Bernardo para facilitar la misión. De estos, uno había sido cerrado y uno todavía estaba en uso.
- Brecha en el canal de la calle 17 en el Municipio de Orleans. Reparado.
- Brecha del norte en el canal de Londres en el Municipio de Orleans. Reparado.
- Brecha del sur en el canal de Londres en el Municipio de Orleans. Reparado.
- Brecha del norte en el IHNC en el Municipio de Orleans. Reparado.
- Brecha del sur en el IHNC en el Municipio de Orleans. Reparado.
- Brecha en el Municipio de San Bernardo. No reparado: el agua fluye naturalmente.
- Tres brechas en el Municipio de Plaquemines. Dos reparados.

En el Canal de Navegación de Inner Harbor, los contratistas del Cuerpo de Ingenieros usaron barcazas grúa para sacar dos barcazas de "la cima" del Puente de la Avenida Florida, también conocido comúnmente como el Puente de L & N.  

### Septiembre 18
El Cuerpo de Ingenieros del Ejército de EE. UU. Realizó una evaluación detallada de aproximadamente 350 millas (560 km) de dique de huracanes y desarrolló un plan integral y priorizado para repararlo y las estaciones de bombeo que soportan Nueva Orleans y las áreas circundantes. "El sistema en su condición actual no garantizaba que la ciudad estaría protegida contra las inundaciones causadas por tormentas o huracanes", destacó el coronel Duane Gapinski, comandante de la Fuerza de Tarea. Gapinski dijo que los residentes podrían poner sus vidas y propiedades en riesgo al reingresar a las áreas inundadas hasta que se realicen reparaciones adicionales en los diques de emergencia. Los líderes estatales y locales fueron informados a medida que se completaban las evaluaciones y se realizaban las reparaciones.   
La recuperación de Nueva Orleans fue vista como un proceso de tres fases: primero y más inmediato, para desalojar la ciudad y evaluar la protección contra inundaciones. En segundo lugar, proporcionar un nivel provisional de protección para que la ciudad pase por la temporada de huracanes y, posteriormente, por las inundaciones y, a largo plazo, para que el sistema vuelva a las condiciones previas al huracán. Esto requerirá una gran cantidad de estudio, investigación, financiación y construcción.    
El Cuerpo de Ingenieros estimó que el área de Nueva Orleans estaba a más de 80 por ciento seca. Los oficiales del Cuerpo estimaron que el esfuerzo general de desagüe, dada la lluvia estacional normal, se completaría a más tardar a principios de octubre de 2005. La tormenta tropical Rita estaba siendo vigilada de cerca en ese momento. El tráfico adicional en la ciudad en los últimos tres días causó cierta demora en el viaje al lugar de trabajo y en el traslado del equipo de reparación de emergencia.

### Preparación para el Huracán Rita
Para el 21 de septiembre de 2005, el Cuerpo de Ingenieros del Ejército había comenzado a cerrar dos canales dañados al mediodía en preparación para las mareas de tormenta asociadas con el huracán Rita. Los canales de la avenida 17 y la avenida Londres fueron cerrados con tablestacas de acero por la noche y permanecieron cerrados hasta que pasó la amenaza del mal tiempo. Las láminas de acero se hundirían profundamente en los lechos de los canales cerca del lago Pontchartrain, lo que proporcionaría protección contra posibles marejadas provenientes del lago que se precipitaban en los canales dañados.
Más de 800 sacos de arena llenos estaban disponibles, y se pidieron otros 2.500. El trabajo continuó durante todo el día para realizar reparaciones de emergencia en muros y diques dañados.   

### Inundación por el Huracán Rita
Para el 23 de septiembre de 2005, aunque el agua alta causada por el huracán Rita fluyó sobre el cierre temporal en el canal Industrial Harbor Navigation, la estructura se mantuvo intacta. Esta parte reubicada del este de Nueva Orleans.  

### Noviembre y diciembre

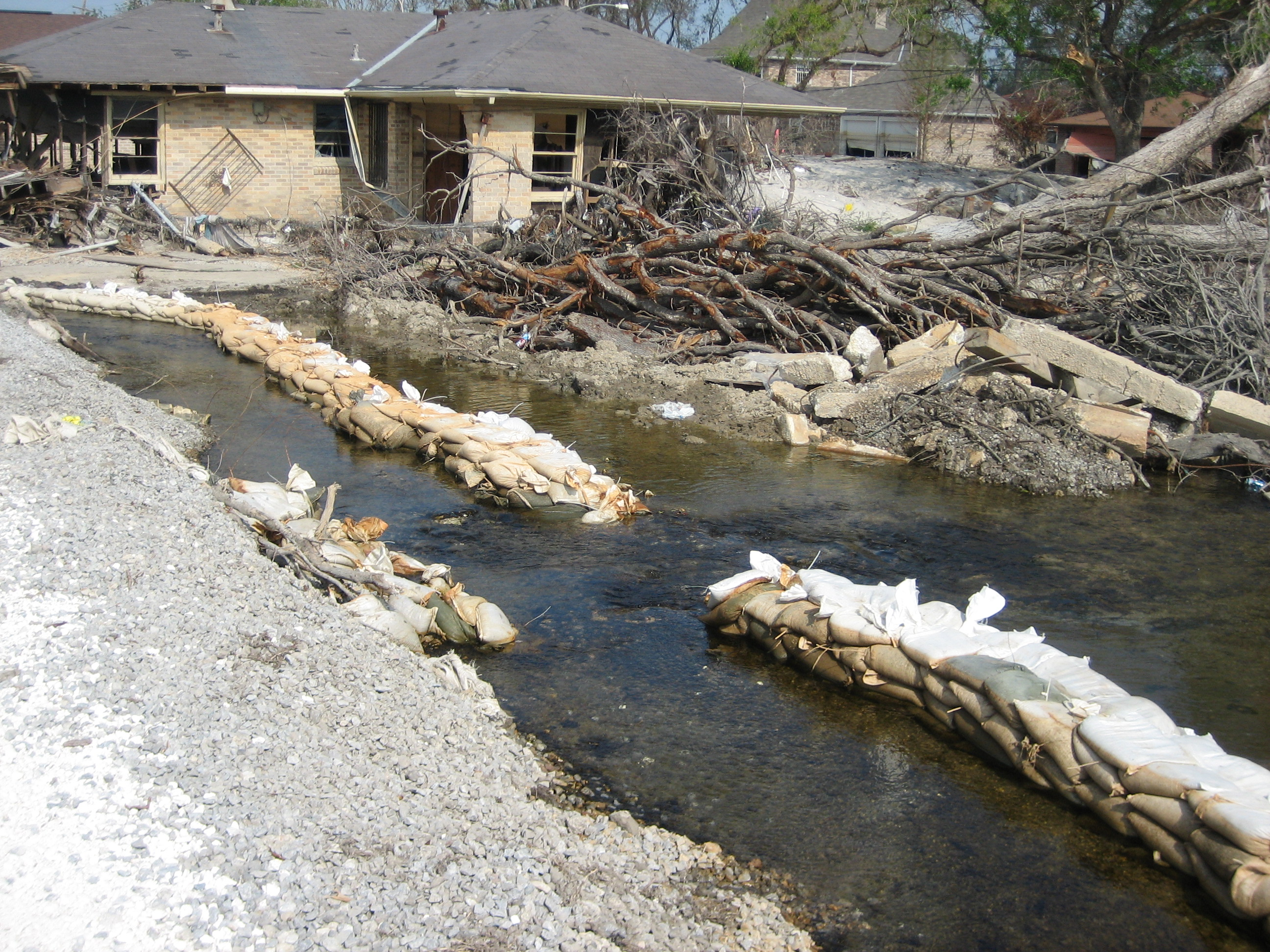
Una fila de bolsas de arena detrás de la brecha del Canal de la Avenida de Londres no logra evitar que el agua fluya a las calles del vecindario a principios de noviembre de 2005.

El Cuerpo de Ingenieros continuó trabajando en noviembre y diciembre de 2005 para llenar las brechas en los canales de Avenida Londres y calle 17, mientras el agua continuaba filtrándose a través de las reparaciones temporales de la brecha en las calles.

### Finalización de reparación temporales
En enero de 2006, el Cuerpo de Ingenieros del Ejército anunció que se habían terminado las reparaciones temporales de los canales de Industrial, Avenida Londres y calle 17. Un proyecto para reparaciones más permanentes comenzó.   

### Mejoras futuras
En enero de 2007, el Cuerpo de Ingenieros del Ejército, después de visitar el extenso sistema de diques "Delta Works" en los Países Bajos, otorgó un contrato de $ 150 millones a un grupo de compañías de ingeniería holandesas para la evaluación, diseño y gestión de construcción de diques y muros de contención. estructuras de cierre especiales para la protección de las comunidades adyacentes al Canal de Navegación Inner Harbor, instalaciones de bombeo importantes y estudios de planificación para niveles mejorados de protección contra inundaciones para Nueva Orleans y el sur de Luisiana. Las obras de Delta son una serie de construcciones construidas entre 1953 y 1997 en el suroeste de los Países Bajos para proteger una gran área de tierra alrededor del delta del Rin-Meuse-Escalda del mar. Las obras consisten en presas, compuertas, esclusas, diques y barreras de marejadas ciclónicas. Las obras se iniciaron después de la inundación del Mar del Norte de 1953 en la que 2.170 personas murieron.  
Desde Katrina, EE. UU., A través del Cuerpo de Ingenieros del Ejército, ha realizado una inversión de $ 14.45 mil millones en el área alrededor de Nueva Orleans. Algunos de los proyectos incluyen:   
- La estación de bombeo de agua más grande del mundo (Gulf Intracoastal Waterway West Closure Complex) que puede bombear 1 millón de galones estadounidenses (3,800 m³) por minuto y costará $ mil millones.
- Cientos de mejoras en diques y estaciones de bombeo.
- El IHNC Lake Borgne Surge Barrier, la barrera contra marejadas más larga en los Estados Unidos.
- El Seabrook Floodgate, una compuerta en la conexión del Lago Ponchartrain con el Canal Industrial.

## Puentes, Carreteras y Vías Férreas
Aproximadamente 45 puentes fueron dañados por algún aspecto del huracán. Varios puentes importantes se encontraban entre los más dañados, con el puente I-10 Twin Span como la falla más catastrófica con más de 470 luces separadas de sus soportes y casi 65 caídas por completo en el agua. Otros puentes vitales dañados lo suficiente como para impedir el tráfico incluían Pontchartrain Causeway, St. Louis Bay Bridge y Biloxi Bay Bridge.    
Los ferrocarriles y caminos de Misisipi, cuando no se vieron afectados por el colapso del puente, se vieron afectados por la gran cantidad de escombros. Los costos de remoción se estiman en $ 200 millones para esa área. El daño a los sistemas de carreteras de Luisiana se debió principalmente a los lavados y se ha considerado mínimo.    

## Otras reparaciones de infraestructura
El lunes 5 de septiembre de 2005, la energía eléctrica comenzó a restaurarse en los edificios en el distrito central de negocios de Nueva Orleans con carácter prioritario. Para el jueves 8 de septiembre, Entergy había restaurado 9 de las 17 unidades generadoras de electricidad en el área de Nueva Orleans para el servicio. Las plantas Waterford y Watson de 1000 MW de Entergy todavía estaban fuera de servicio, y se esperaba que la planta Watson requiriera entre 6 y 12 semanas para su reparación. Para el viernes, la energía eléctrica había sido restaurada al 11% de los clientes de Nueva Orleans. Además, los funcionarios se estaban organizando para que el trabajo comenzara tan pronto como el lunes 12 de septiembre para reconstruir el puente I-10 de "doble luz" a Nueva Orleans.
El martes 6 de septiembre de 2005, el Puerto de Nueva Orleans, el puerto más grande de los Estados Unidos en términos de tonelaje manejado, pudo recibir y dar servicio a los buques de socorro. Se estimó que la reanudación de los envíos comerciales tomaría al menos 14 días.   
Para el miércoles 7 de septiembre de 2005, se disponía de agua potable segura en algunas áreas de Cisjordania, incluidos los suburbios de Argel y el Municipio de Jefferson, y se disponía de cierta presión de agua en Nueva Orleans para la lucha contra incendios. Todas las aguas residuales de la ciudad fluían sin tratamiento al Misisipi. El río Lower Mississippi estaba abierto durante el día con poco tráfico y embarcaciones de calado profundo de menos de 39 pies (12 m). Un contratista eliminó los obstáculos en el Pase del Suroeste, que restringía la navegación de calado profundo.
El Aeropuerto Internacional Louis Armstrong de Nueva Orleans reabrió el lunes 12 de septiembre de 2005 al tráfico de carga, y se esperaba que el servicio de pasajeros se reanudara el martes 13 de septiembre de 2005.    
Los funcionarios otorgaron un contrato de $ 30.9 millones para reparar el puente I-10 de "doble altura" a New Orleans a Boh Brothers Construction Co. el 12 de septiembre de 2005. Se estimó que se necesitarían 45 días antes de que el puente pudiera reabrir al tráfico normal. La presión del agua ahora se había restablecido en la mayoría del Municipio de Jefferson. Una orden de "hervir el agua" todavía estaba en vigor en el East Bank, pero se había levantado para Cisjordania. En la Ribera Oriental, el 17% de las bombas de aguas residuales estaban en funcionamiento, y el 39% estaban en funcionamiento en Cisjordania.
El martes 13 de septiembre de 2005, el Servicio de Guardacostas de los Estados Unidos declaró abierto el río Misisipi río arriba del Jefe de los Pases. La Cabeza de los Pasos - 95 millas (153 km) río abajo desde Nueva Orleans, medida desde Argel Point - es donde el río se bifurca en pasajes separados en el Golfo. La única parte del río que operaba bajo cualquier restricción era desde el tallo principal del canal del río Misisipi a través del Paso del Suroeste hasta el Golfo. Esa sección estaba limitada al tráfico diurno. La Guardia Costera continuó restaurando Aids to Navigation (AToN) para permitir los tránsitos nocturnos, dando prioridad a aquellos AToN descritos por los pilotos como los más críticos.
El Gulf Intracoastal Waterway se abrió desde Texas hasta Florida utilizando Baptiste Collette Bayou como alternativa al IHNC. El alcance de GIWW de Baptiste Collette a Pascagoula se limitó a 9.5 'draft, frente a los 12' autorizados. Se recomendó precaución para el tránsito.   
La Esclusa del Canal de Navegación Interno (IHNC) se puso en funcionamiento, pero todavía no funcionaba debido a cierres de puentes y barcazas hundidas, cuya remoción se preveía tomaría hasta la mitad de la semana.  
La salida del Golfo del río Misisipi estaba cerrada a embarcaciones de gran calado. La porción interior estaba sirviendo como una ruta alternativa al GIWW debido al cierre del IHNC para embarcaciones de poco calado. Las encuestas preliminares indicaron una profundidad de control de 27 '.   
El Puerto Fourchon sufrió daños significativos, pero estaba operando de forma limitada. Los buques hundidos no estaban bloqueando el canal.   
 Tiger Pass fue golpeado a menos de 6'. Este canal, autorizado a 14 ' proporciona una ruta más corta para las embarcaciones que viajan hacia el oeste desde el río Misisipi cerca de la desembocadura. Principalmente utilizado por los buques de pesca y suministro. El dragado fue planeado.  
El Cuerpo de Ingenieros del Ejército realizó encuestas preliminares para Atchafalaya, Houma y otros canales. La NOAA continuó sus encuestas sobre el río Misisipi para verificar los resultados de la encuesta de la línea central del Cuerpo de Ingenieros.   